# لويد رايس
لويد رايس هو راكب الكنو كندي، ولد في 11 سبتمبر 1928، وتوفي في 19 سبتمبر 1996.

## وصلات خارجية
- لويد رايس على موقع أوليمبيديا (الإنجليزية)